# Frutioidia smuga
Frutioidia smuga är en insektsart som beskrevs av Irena Dworakowska 1977. Frutioidia smuga ingår i släktet Frutioidia och familjen dvärgstritar. Inga underarter finns listade i Catalogue of Life.